# جایزه ریورتون
جایزه ریورتون (نروژی: Rivertonprisen) یک هفت‌تیر طلاکاری شده‌است که انجمن نویسندگان آثار جنایی در نروژ (باشگاه ریورتون) با همکاری انجمن فروشندگان کتاب در نروژ، انجمن ناشران نروژ و باشگاه‌های کتاب نروژ، از سال ۱۹۷۲م، هر سال به نویسندهٔ بهترین اثر تخیلی جنایی نروژی، تقدیم می‌کند.
این اثر می‌تواند در قالب رمان، مجموعه داستان کوتاه، نمایشنامه، فیلمنامه، نمایش تلویزیونی یا تئاتر رادیویی باشد.

## پیشینه
جایزه ریورتون به ابتکار انجمن نویسندگان آثار جنایی در نروژ (باشگاه ریورتون) از سال ۱۹۷۲م، برای حمایت از آثار ادبیات پلیسی، به بهترین اثر جنایی تخیلی در نروژ اعطاء می‌شود. نام این باشگاه و جایزه، از نام مستعار نویسنده سرشناس آثار جنایی در نروژ در قرن بیستم، سون الوستاد، گرفته شده‌است. انتخاب بهترین اثر توسط یک هیئت داوران، متشکل از ۳ نفر، انجام می‌شود. اولین کسی که دو بار این جایزه را دریافت کرد، یون میشلت بود که برای دومین بار در سال ۲۰۰۱م، این جایزه را به خود اختصاص داد. سپس اساسنامه تغییر کرد به‌طوری که برنده قبلی، فقط در صورتی می‌توانست جایزه را دوباره دریافت کند که اثر برجسته‌ای خلق کرده؛ یا بازگشتی قابل توجه داشته باشد. با این حال از سال ۲۰۱۳م، قوانین ساده‌تر شد، به گونه ای که احتمال دریافت مجدد جایزه افزایش یافته‌است. از جمله کسانی که تا به حال این جایزه را دریافت کرده‌اند، می‌توان از آنه هولت، نام برد. باشگاه ریورتون، در ضمن جوایز دیگری را هر ساله به آثار ادبیات جنایی بین‌المللی تقدیم می‌کند.